# Eumorpha
Eumorpha is een geslacht van vlinders uit de onderfamilie Macroglossinae van de familie pijlstaarten (Sphingidae).
Eumorpha telt (anno 2015) 26 soorten die verspreid zijn over de gematigde en tropische gebieden van beide Amerika's.
De larven van de meeste soorten hebben een min of meer opvallende "oogvlek" op de rug, een ronde markering die in feite het overblijfsel is van een horen-achtig uitsteeksel dat bij elke vervelling kleiner wordt en gereduceerd tot een bijna vlak rond knobbeltje, of helemaal verdwijnt. Sommige soorten kunnen deze oogvlek laten "knipperen". Oogvlekken op rupsen dienen om potentiële predatoren te misleiden of af te schrikken; insectenetende vogels zijn minder geneigd om rupsen met oogvlekken aan te vallen.
Soorten als E. fasciatus, E. megaeacus, E. satellitia en E. triangulum hebben geen oogvlek; als deze rupsen zich bedreigd voelen nemen ze een houding aan die de aanvalshouding van een slang nabootst; deze houding biedt waarschijnlijk bescherming tegen insectenetende vogels.

## Soorten
- Eumorpha achemon (Drury, 1773)
- Eumorpha adamsi (Rothschild & Jordan, 1903)
- Eumorpha analis (Rothschild & Jordan, 1903)
- Eumorpha anchemolus (Cramer, 1779)
- Eumorpha capronnieri (Boisduval, 1875)
- Eumorpha cissi (Schaufuss, 1870)
- Eumorpha drucei (Rothschild & Jordan, 1903)
- Eumorpha elisa (Smyth, 1901)
- Eumorpha fasciatus (Sulzer, 1776)
- Eumorpha intermedia (Clark, 1917)
- Eumorpha labruscae (Linnaeus, 1758)
- Eumorpha megaeacus (Hubner, 1816)
- Eumorpha mirificatus (Grote, 1874)
- Eumorpha neubergeri (Rothschild & Jordan, 1903)
- Eumorpha obliquus (Rothschild & Jordan, 1903)
- Eumorpha pandorus (Hubner, 1821)
- Eumorpha phorbas (Cramer, 1775)
- Eumorpha satellitia (Linnaeus, 1771)
- Eumorpha strenua (Menetries, 1857)
- Eumorpha translineatus (Rothschild, 1895)
- Eumorpha triangulum (Rothschild & Jordan, 1903)
- Eumorpha typhon (Klug, 1836)
- Eumorpha vitis (Linnaeus, 1758)